# L'Oie
L'Oie är en kommun i departementet Vendée i regionen Pays de la Loire i västra Frankrike. Kommunen ligger i kantonen Les Essarts som tillhör arrondissementet La Roche-sur-Yon. År 2022 hade L'Oie 1 264 invånare.
Den uppgick 1 januari 2016 i den nya kommunen Essarts-en-Bocage.

## Befolkningsutveckling
Antalet invånare i kommunen L'Oie
| Referens: INSEE |